# 比弗克里克 (蒙大拿州)
比弗克里克（英語：Beaver Creek）是位於美國蒙大拿州希爾縣的普查規定居民點。

## 人口
根據2020年美國人口普查的數據，比弗克里克的面積為11.88平方千米，皆為陸地。當地共有人口311人，而人口密度為每平方千米26.18人。